# Кожмані
Кожмані (словен. Kožmani) — поселення на південно-східній околиці м. Айдовщина в общині Айдовщина. Висота над рівнем моря: 113,6 метрів.